# Mimo okon idut poezda
Mimo okon idut poezda (Мимо окон идут поезда) è un film del 1966 diretto da Ėduard Aleksandrovič Gavrilov e Valerij Ivanovič Kremnev.